# النعأب الأرقط
النعاب الأرقط سمي بذلك لوجود بقع على أكتافه.
النَّعَّأب الأرْقَط سمكة يهتم بها هواة صيد الأسماك يبلغ طولها من 15 - 25سم وتزن مايقرب من 0,2كجم. يميل لونها إلى اللون الفضي من أعلى ومائل للزرقة من أسفل، مع وجود بقعة سوداء صغيرة على الكتف. ويوجد في الجانب الأعلى خطوط ذات لون مائل للصفرة يترواح عددها بين 12 و15سم. ويتم صيد النعاب الأرقط على امتداد شواطئ المحيط الأطلسي وشواطئ خليج المكسيك في أمريكا الشمالية، وله قيمة تجارية عظيمة.